# Michael O'Connor (costumier)
Pour les articles homonymes, voir Michael O'Connor (homonymie).
Michael O'Connor est un costumier britannique né le 27 octobre 1965  à Londres (Angleterre).

## Filmographie (sélection)
- 2000 : L'Échange (Proof of Life) de Taylor Hackford
- 2000 : Quills, la plume et le sang (Quills) de Philip Kaufman
- 2002 : Harry Potter et la Chambre des secrets (Harry Potter and the Chamber of Secrets) de Chris Columbus
- 2006 : Le Dernier Roi d'Écosse (The Last King of Scotland) de Kevin Macdonald
- 2008 : The Duchess de Saul Dibb
- 2008 : Miss Pettigrew (Miss Pettigrew Lives for a Day) de Bharat Nalluri
- 2011 : Jane Eyre de Cary Joji Fukunaga
- 2011 : L'Aigle de la Neuvième Légion (The Eagle) de Kevin Macdonald
- 2013 : The Invisible Woman de Ralph Fiennes
- 2014 : Suite française de Saul Dibb
- 2015 : Muhammad: The Messenger of God de Majid Majidi
- 2023 : Lee Miller d'Ellen Kuras

## Distinctions

### Récompenses
- Oscars 2009 : Oscar de la meilleure création de costumes pour The Duchess
- BAFTA 2009 : British Academy Film Award des meilleurs costumes pour The Duchess

### Nominations
- Oscar de la meilleure création de costumes
  - en 2012 pour Jane Eyre
  - en 2014 pour The Invisible Woman
- British Academy Film Award des meilleurs costumes
  - en 2012 : pour Jane Eyre
  - en 2014 : pour The Invisible Woman